# アネト山
アネト山（アネトさん、スペイン語: Aneto）またはネトゥ山（フランス語: Pic de Néthou）は、ピレネー山脈中央部にある山。標高は3,404mであり、ピレネー山脈の最高峰である。平均標高約3,000mのマラデッタ山塊の最南端に位置しており、山頂はスペイン・アラゴン州ウエスカ県にある。

## 地理
アネト山の標高は3,404mであり、カナリア諸島テネリフェ島のテイデ山(3,718m)、シエラネバダ山脈のムラセン山(3,479m)に次いで、スペインで3番目に高い山である。ピレネー山脈ではもっとも高く、アラゴン州の最高峰でもある。
アネト山はベナスケ谷に位置しており、ポセッツ＝マラデッタ自然公園に含まれる。北斜面にはピレネー最大の氷河がある。19世紀にこの氷河の面積は200ヘクタールを超えていたが、夏季の高温や冬季の降水量の減少などが理由で、20世紀のうちに急速に縮小した。1981年には106.7ヘクタールとなっており、2005年には79.6ヘクタールだった。すでにアネト氷河は往時の半分以上が消失しており、今後30-40年のうちに消滅するとされている。

## 登山
一般的には2,140m地点にあるレンクルーセ避難小屋が登山口となり、そこから氷河の最も長い部分を横断する。山頂近くにはモハメドの橋と呼ばれる岩場があり、岩稜の両側が切り立っている。山頂から北側には雪に覆われたマラデッタ山塊、南側には薄暗く乾いたアルト・アラゴンという対照的な展望が得られる。
そこからはピークの北側まで伸びている氷河の上を長時間歩き、「ムハンマドの橋」と呼ばれる短い岩の尾根を渡る。「ムハンマドの橋」は両側が切り立った幅の狭い尾根である。頂上には小さな十字架が設置されており、雪をかぶる北側のマラデータ山塊と南側のアルト・アラゴンという対照的な景観が広がっている。
12時間という長さを別にすれば、この一般的なルートは簡単な登山である。高山登山や高地歩きの経験がないか少ししかない者も含めて、毎年多くの登山者がいる。アネト山の登山者は地域経済に大きく貢献している。レンクルーサ小屋に宿泊する者の大部分は単独でアネト山に登る。

### 初登頂以前の歴史
特に18世紀初頭にはアネト山が登山家の興味を引いた。1817年にはFriedrich von Parrotがマラデータのピークに登頂し、アネト山の他に、近くのメディオ峰、プンタ・アストルグ、マルディート峰、アグハ・シュミット・エンデルも高くそびえていることを確認した。それまではアネト山ではなくモン・ペルデュ（モンテ・ペルディード）がピレネーの最高峰だとされていた。アネト山が名声を得始めた時、ピレネーで最も高いピークの数々はすでに登頂されていたが、致命性をはらむ氷河の危険性の問題から登頂への興味は薄れていった。この地域の登山界の重鎮で権威だとされていたLuchon Barrauは、マラデッタ山塊の氷河の亀裂に落ちて死去し、登山界に衝撃を与えた。それまでも地元住民は氷河を超える登山を憂慮しており、Barrauの死は祟りであると考えた。

### 初登頂
初登頂は1842年7月18日に帝政ロシアのTchihatcheffによって成し遂げられた。1842年7月、元ロシア軍将校のPlaton de Tchihatcheffはバニェール＝ド＝リュションからアネト山の登頂に挑み、山岳ガイドのPierre Sanio de Luz、 Luchonnais Bernard Arrazau、Pierre Redonnetが同行した。Tchihatcheff隊にはノルマン人植物学者のAlbert de Franqueville、そのガイドのJean Sorsがいた。一行はフランス宿泊所からベナスケ山道を横断し、現在は巨大な山小屋であるが当時は簡素な構造だったLa Renclusa避難小屋で夜を明かした。翌日にはアルバ道に向かって山道を超えたが、グレゲーニャ湖付近の南斜面で迷った。その日の遅くには、バリビエルナ谷付近の小屋で夜を過ごした。
翌朝に日が昇ると、一行はCoroné道に向かって歩き出した。クレバスの恐ろしさはあったものの、氷河から頂上に向かうことを決定し、「ムハンマドの橋」と呼ばれる数メートル幅しかない尾根を歩いた。この名称はAlbert de Franquevilleが名づけたものであり、楽園の入口は狭いとするムスリムの伝説に因んでいる。一行は1842年7月20日にアネト山の頂上に達した。ケルン（石を積んだ道標）を作り、一行の名前が記載されたボトルを残した。Tchihatcheffは氷河をより直接的に進むルートを開拓したいと思ったが、同行者はきっぱりとこの提案を拒否した。4日後、Tchihatcheffは別の隊とともに2度目の登頂を果たしており、その際には一度否定された目的を追求した。
アネト山はピレネー山脈の中でも人気の目的地となり、春季にバニェール＝ド＝リュションを訪れた観光客はアネト山登山に挑戦した。Henry Spontはアネト山での経験を基にした本『Le Néthou』を書き、その足取り、スケジュール、推奨する装備を記した。

### 冬季初登頂

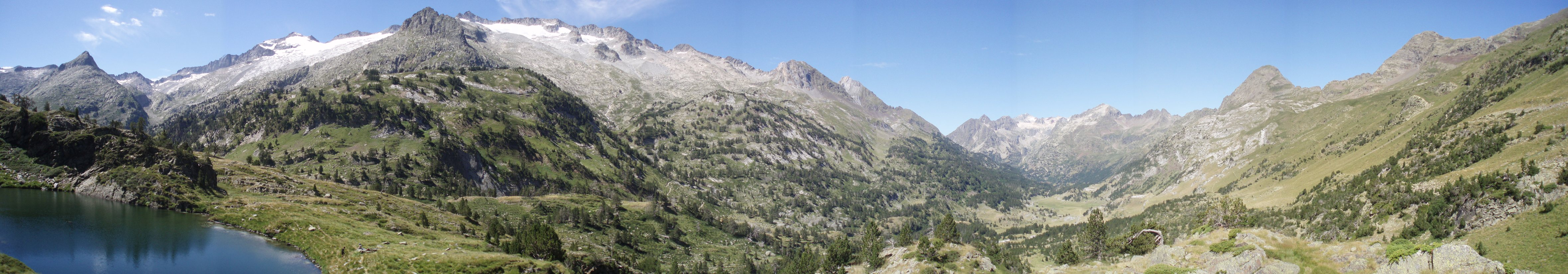
ベナスケ谷のパノラマ

1878年3月1日には、ロヘル・デ・モンツ、B・コウレジェス、B・パジェット、V・パジェットの4人が冬季における初登頂を達成した。

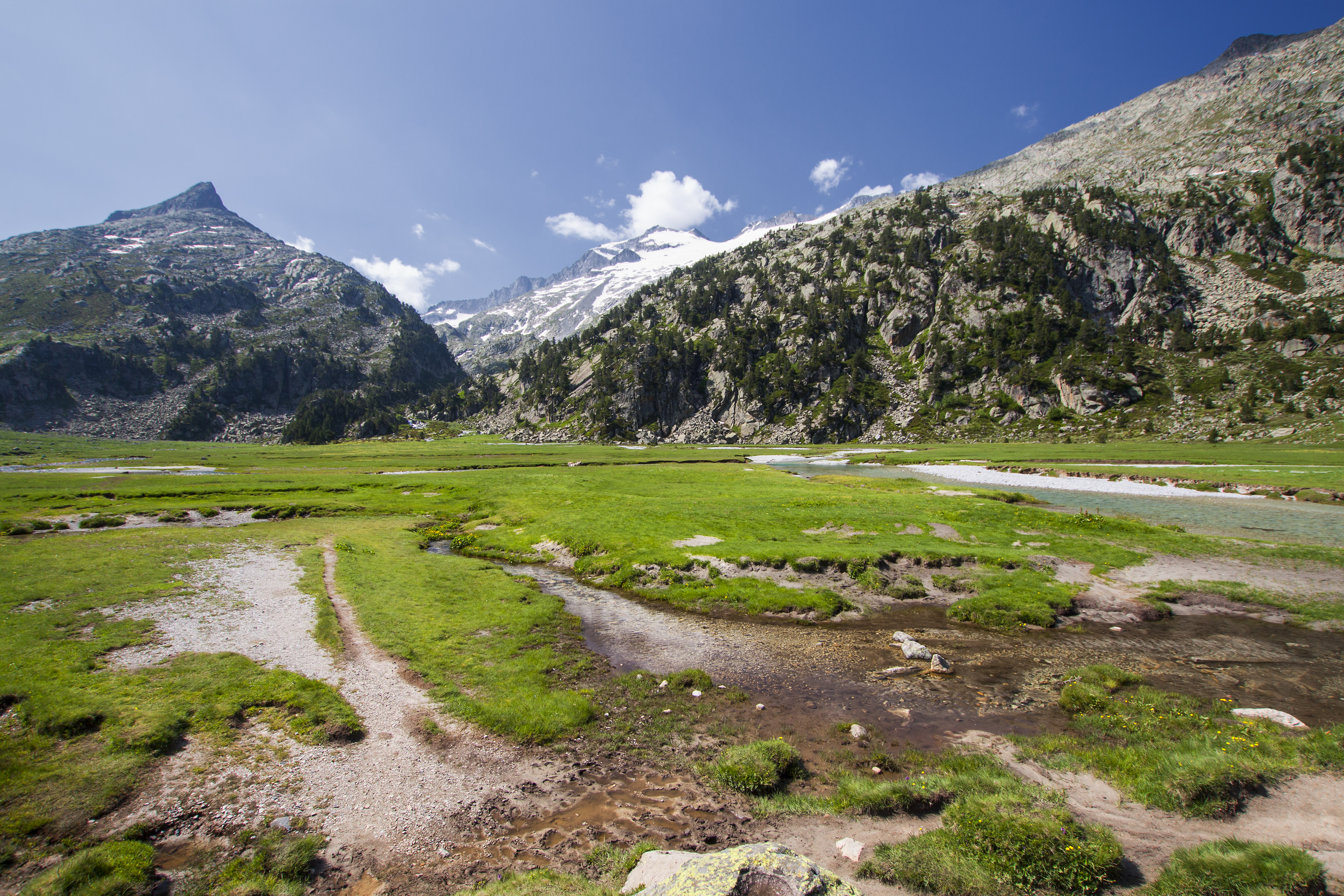
エセラ川谷から見たアネト山（中央奥）とダイグアルツ峰（左）
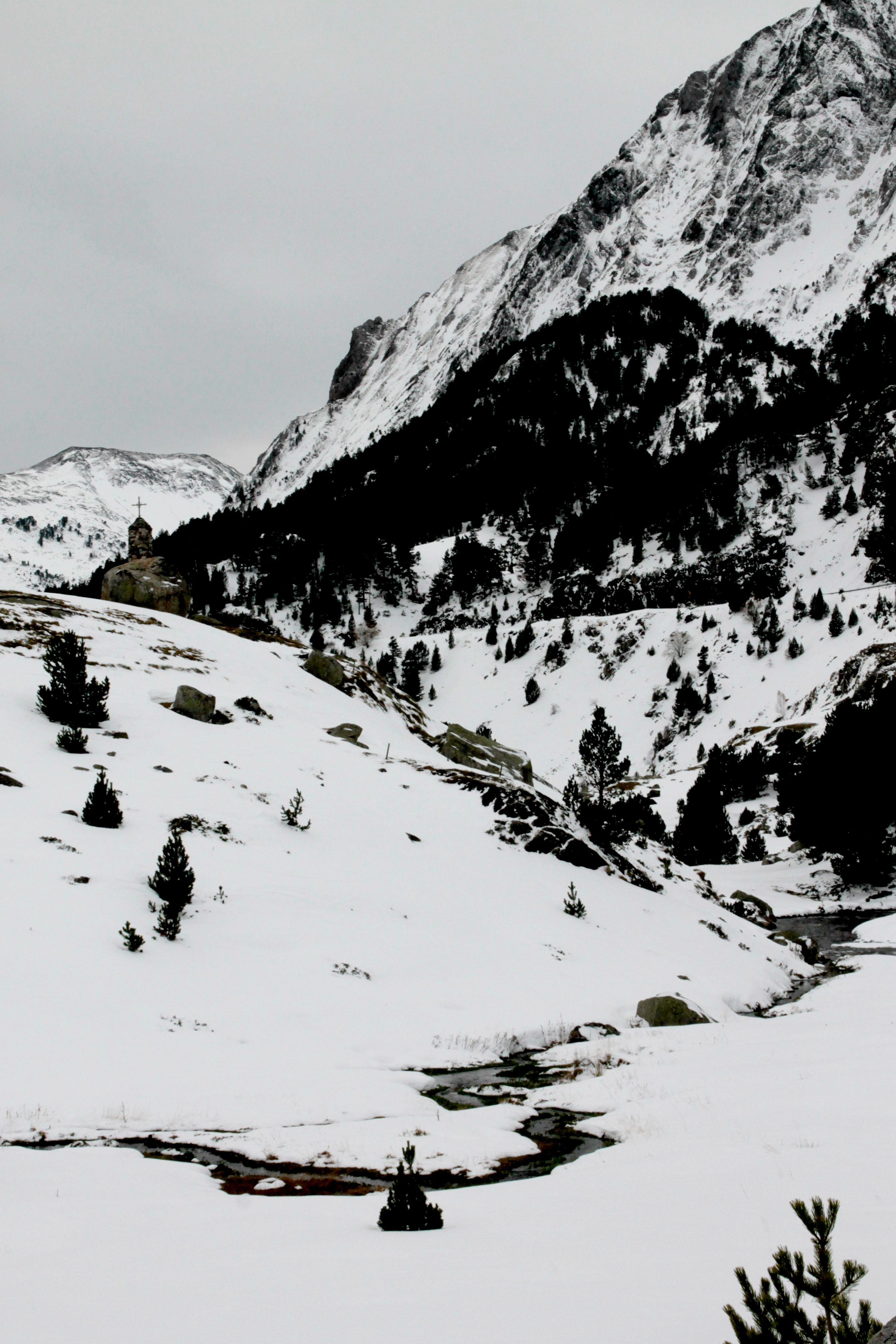
冬季にアネト山北方を流れるエセラ川
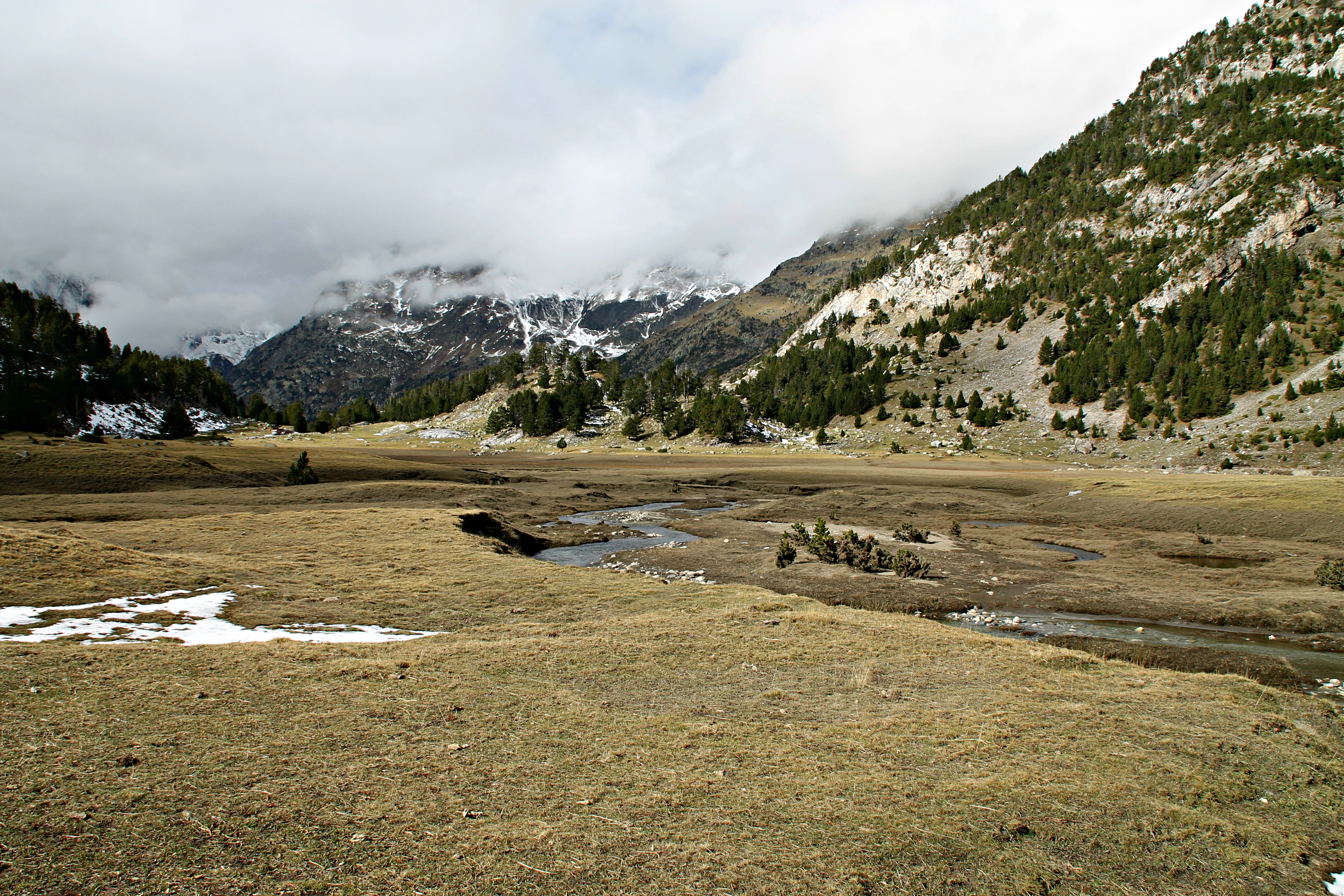
エセラ川谷の湿地
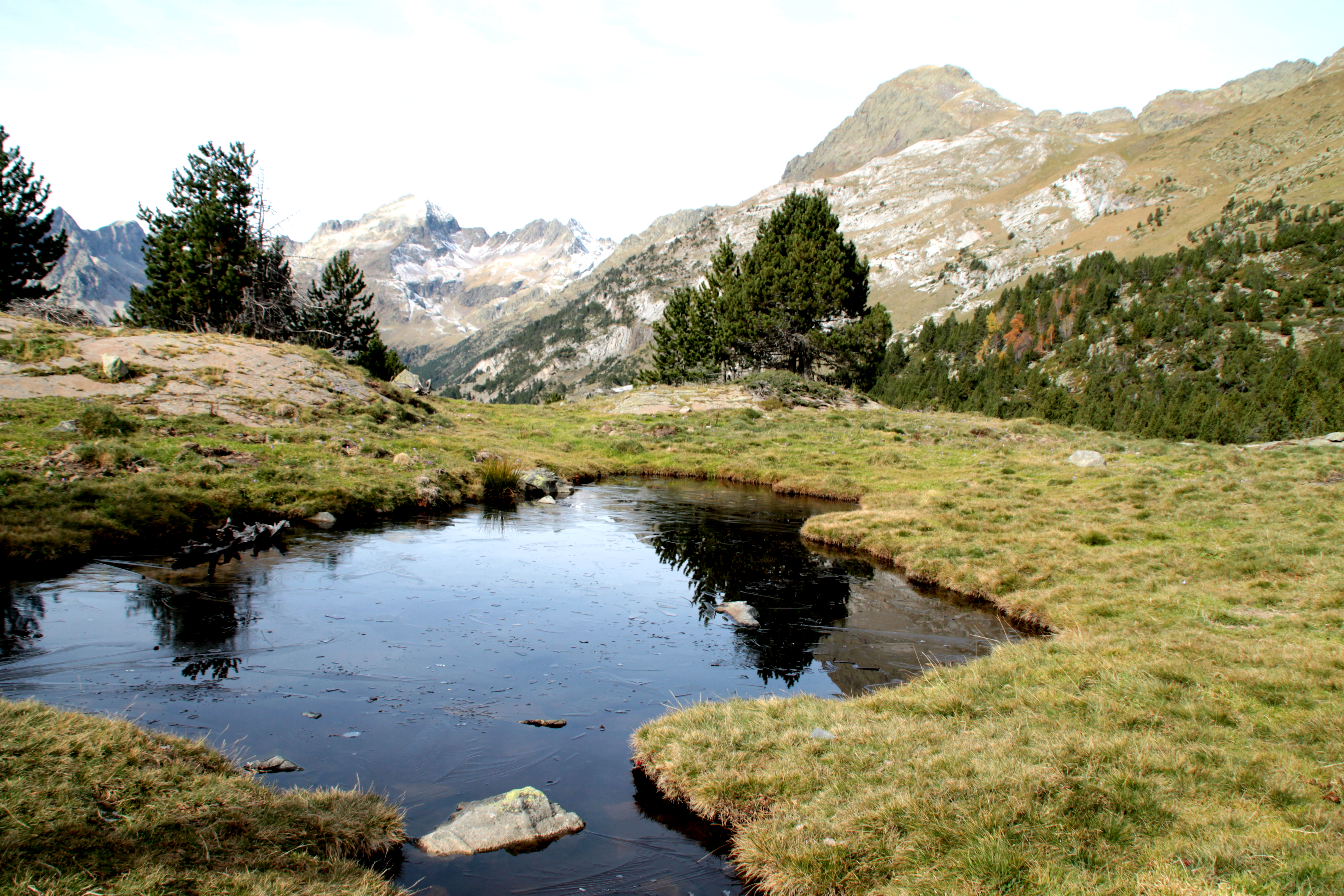
山麓の湿地